# Ernst Håkon Jahr
Ernst Håkon Jahr (ur. 4 marca 1948 w Oslo) – norweski językoznawca. Członek zagraniczny Wydziału Nauk Humanistycznych i Społecznych Polskiej Akademii Nauk od 2013 roku. Napisał około 230 publikacji naukowych, jest autorem blisko 50 książek. Profesor i wykładowca w Department of Nordic and Media Studies na University of Agder w Kristiansand. Od 2008 roku jest członkiem Academia Europaea, a od 2015 należy do The Royal Society of Arts and Sciences z siedzibą w Göteborgu. 
Tytuł magistra (1973) i doktorat (1976) uzyskał na Uniwersytecie w Oslo. Habilitował się na Uniwersytecie w Tromsø w 1984. Autor książki biograficznej o Clarze Holst.  
Jest członkiem Norweskiej Akademii Nauk i Literatury. Doktor honoris causa Uniwersytetu im. Adama Mickiewicza w Poznaniu oraz Uniwersytetu w Uppsali. W 2008 roku został odznaczony Orderem Świętego Olafa. W 2011 roku z kolei otrzymał Nagrodę Nordycką Akademii Szwedzkiej, zwaną „małym Noblem”. 

## Wybrane publikacje
Do ważniejszych publikacji Ernsta Håkona Jahra należą: 
- Østlandsmåla fram! Ei bok om rørsla Østlandsk reisning (1978)
- Talemålet i skolen (1984)
- Utsyn over norsk språkhistorie etter 1814 (1989)
- Innhogg i nyare norsk språkhistorie (1992)